# Câinele japonez
Câinele japonez è un film del 2013 diretto da Tudor Cristian Jurgiu.